# Ach wie flüchtig, ach wie nichtig

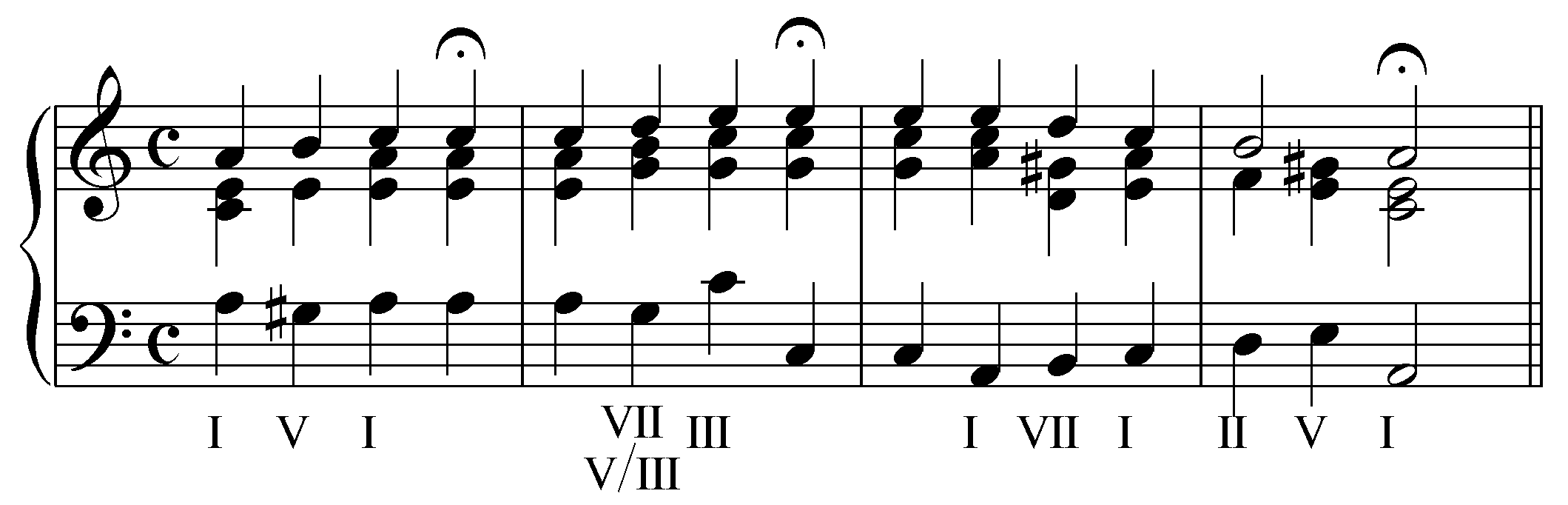

Ach wie flüchtig, ach wie nichtig (Ah ! combien fugitive, ah ! combien vaine est la vie de l'homme), (BWV 26), est une cantate de Johann Sebastian Bach composée à Leipzig en 1724 pour le vingt-quatrième dimanche après la Trinité, qui tombait cette année le 19 novembre, date de la première. Le texte est de Michael Franck pour les mouvements 1 et 6.

## Histoire et livret
Bach compose la cantate en 1724 au cours de sa deuxième année à Leipzig à l'occasion du vingt-quatrième dimanche après la fête de la Sainte Trinité. Pour cette destination liturgique, une autre cantate a franchi le seuil de la postérité : la BWV 60. Cette année, Bach compose un cycle de cantates chorales, entamé le 1er dimanche après la Trinité de 1724. Les lectures prescrites pour ce dimanche sont issues de l'épître aux Colossiens, une prière pour les Colossiens (1:9–14), et de l'évangile selon Matthieu, l'histoire de la fille de Jairus et de la femme qui touche le vêtement de Jésus (9:18–26). La cantate est basée sur le cantique en 13 strophes de Michael Franck (1652),, « une méditation sur le caractère éphémère de la vie humaine et de tous les biens de la terre. ». Cet aspect est le seul lien avec l'Évangile. Un poète inconnu conserve les première et dernière strophes pour les 1er et 6e mouvements de la cantate. Il dérive les mouvements intérieurs comme séquence alternée d'arias et de récitatifs des strophes intérieures. John Eliot Gardiner remarque que « plusieurs des cantates de Bach pour la fin de la période de la Trinité » portent sur « la brièveté de la vie humaine et la futilité des espérances terrestres ».
Bach donne la cantate le dimanche 19 novembre 1724.

## Structure et instrumentation
L’œuvre est écrite pour cor, trois hautbois, flûte traversière, deux violons, alto, et basse continue, avec quatre solistes (soprano, alto, ténor, basse) et un chœur à quatre voix.
Il y a six mouvements :
1. chœur : Ach wie flüchtig, ach wie nichtig en la mineur
2. aria : So schnell ein rauschend Wasser schießt pour ténor, flûte, violon, et continuo.
3. récitatif : Die Freude wird zur Traurigkeit pour alto et continuo.
4. aria : An irdische Schätze das Herze zu hängen pour basse, hautbois et continuo.
5. récitatif : Die höchste Herrlichkeit und Pracht pour soprano et continuo.
6. chœur : Ach wie flüchtig, ach wie nichtig pour chœur et orchestral tutti (colle parti).

## Musique
Le chœur d'ouverture est une fantaisie chorale. Les instruments jouent une musique concertante, à laquelle répond vers par vers la soprano en tant que cantus firmus. les voix les plus graves agissent en « groupe autonome », essentiellement en homophonie, et « déclament les lignes individuelles du texte à l'unisson à la fin de chaque passage choral, en utilisant une formule mélodique extraite du début du cantique ». Bach illustre les images du texte, « fugacité et insubstantialité » en motifs tels que « accords brusques séparés par des pauses et ... de rapides figures d'échelles ». Gardiner commente : « Bien avant la première affirmation du cantique de Franck (sopranos doublées par les cornetto) Bach établit la comparaison entre la vie humaine et une brume qui monte et va bientôt se disperser. D'agiles échelles, traversent et retraversent, se joignent et se séparent, créant une ambiance de vapeur fantasmatique ». Julian Mincham compare la musique instrumentale à « la brume et au brouillard, images qui impliquent des mouvements du vent et de l'air » et entend les voix les plus graves comme « manifestant une sensation de puissance primitive et de solidarité ».
Dans la première aria, le texte So schnell ein rauschend Wasser schieBt (« aussi rapidement que l'eau qui se précipite ») est illustré par la flûte, le violon et la voix en une musique « qui s'écoule vite », « chaque musicien est tenu de continuellement changer de fonction - pour répondre, imiter, faire écho ou se doubler avec les autres - tout en contribuant de façon variée à l'intériorité insistante du torrent qui se précipite ». Dans la dernière aria, un « inhabituel trio de hautbois » accompagne la basse dans An irdische Schätze das Herze zu hängen (« s'agripper aux trésors terrestres »). Gardiner commente : « Il compose cette danse macabre pour trois hautbois et continuo en soutien de sa basse soliste dans un simulacre de bourrée », les hautbois sapant « l'accompagnement lancinant ... ces plaisirs de la terre par lesquels hommes sont séduits », puis représentant « au moyen de figures irrégulières ... les langues des flammes qui les réduiront bientôt en cendres et finalement en échelles de doubles-croches dévalant en accords de 6/4 ... des vagues déferlantes qui détruiront toutes les choses de ce monde ». Mincham voit un lien des ... à ceux du premier mouvement, mais « maintenant illustrant les flammes du tonnerre, les mers orageuses et la destruction du monde. Les gammes descendantes jouées à l'unisson par les trois hautbois ont une grande force. Le chanteur dispose de plusieurs images de premier plan, notamment le long mélisme sur le mot zerschmettert (éclats) et l'étrange phrase chromatique descendante vers la fin, suggérant un monde de chaos et de folie ».
Le choral de clôture est une disposition en quatre parties.

## Enregistrements (sélection)
- Bach Kantaten, Vol. 5, Diethard Hellmann (de), Bachchor Mainz, Bachorchester Mainz, Herrat Eicker, Marie-Luise Gilles, Alexander Young, Siegmund Nimsgern. DdM-Records Mitterteich, 1968

## Sources
- (en) Cet article est partiellement ou en totalité issu de l’article de Wikipédia en anglais intitulé « Ach wie flüchtig, ach wie nichtig, BWV 26 » (voir la liste des auteurs).
- Gilles Cantagrel, Les cantates de J.-S. Bach, Paris, Fayard, mars 2010, 1665 p.  (ISBN 978-2-213-64434-9)